# Emil Holfelder
Emil Holfelder (* 3. November 1877 in Wiesloch; † 24. November 1956) war ein deutscher Fabrikant. Er war Mitbegründer und langjähriger Vorstand der Badisch-Württembergischen Wellpappenfabriken Klingele & Holfelder.
Holfelder gründete am 21. April 1920 zusammen mit seinem Schwager Alfred Klingele in seiner Heimatstadt Wiesloch die Klingele Wellpapierfabrik. Aus kleinsten Anfängen brachten sie das Unternehmen an die Spitze des deutschen Marktes. 1936 konnte in Grunbach bei Stuttgart eine zweite Betriebsstätte eröffnet werden. Nachdem das Werk in Wiesloch am 30. April/1. Mai 1945 durch Artilleriebeschuss zerstört wurde, bauten sie das Werk wieder auf und konnten in den Nachkriegsjahren die Produktionszahlen weiter steigern. 1952 wurde das Unternehmen zwischen den beiden Familien aufgeteilt, die Familie Klingele betreibt nun in dritter Generation die Klingele Papierwerke.
Neben seiner unternehmerischen Tätigkeit war Holfelder auch im Gemeinwesen der Stadt Wiesloch engagiert. Von 1904 an war er Bezirksrat im Bezirksamt Wiesloch und gehörte dem Bürgerausschuss an. In dieser Funktion setzte er sich nachhaltig für die Errichtung einer Heil- und Pflegeanstalt, dem heutigen Psychiatrischen Zentrum Nordbaden ein. Während der Wohnungsnot nach Kriegsende ließ er für die Angehörigen seines Betriebes einen Wohnblock errichten. Zudem war er Mitbegründer der Schützengesellschaft Wiesloch und Ehrenmitglied mehrerer Vereine.
Für seine großen Verdienste um die Stadt Wiesloch wurde er am 3. November 1952 zu deren Ehrenbürger ernannt. Drei Monate später, am 2. Februar 1953, wurde ihm das Verdienstkreuz der Bundesrepublik Deutschland verliehen.